# Galicia Jewish Museum

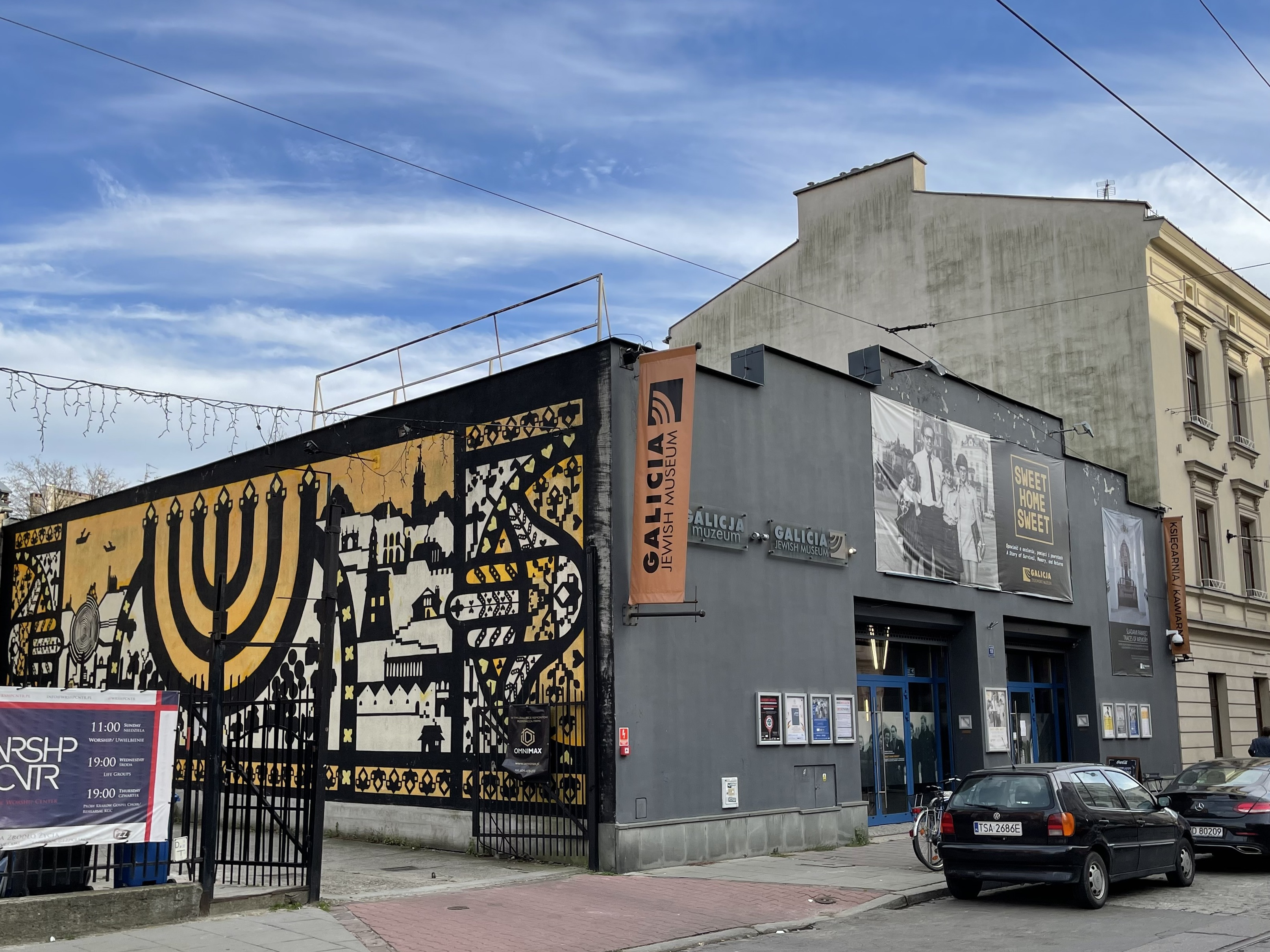
Galicia Jewish Museum in Kazimierz

Das Galicia Jewish Museum (polnisch: Żydowskie Muzeum Galicja; deutsch: Jüdisches Museum Galizien) befindet sich in Krakau im stark jüdisch geprägten Stadtteil Kazimierz. Das Museum zeigt die jüdische Vergangenheit und Gegenwart Polens aus einem zeitgenössischen Blickwinkel. Es bewahrt die Erinnerung an die jüdisch-polnische Kultur des ehemaligen Galizien und damit an die Opfer des Holocaust. Neben den ständigen Ausstellungen Traces of Memory und Eine unvollendete Erinnerung: Das jüdische Erbe und der Holocaust in Ostgalizien werden temporäre Sonder- und Wanderausstellungen mit Bezug zu Fotografie und zeitgenössischer Kunst gezeigt wie z. B. die Fotoausstellung Rettung, Erlösung und Erneuerung – 100 Jahre “The Joint” in Polen.
Jährlich besuchen etwa 30000 Besucher das Museum (im Jahr 2012 waren es 30126) mit steigender Tendenz.

## Geschichte
Das Museum wurde im April 2004 vom britischen Foto-Journalisten Chris Schwarz gegründet, um an die reichhaltige jüdische Kultur und Geschichte des polnischen Galizien vor dem Holocaust zu erinnern. Nach seinem plötzlichen Tod im Jahr 2007 wurde Kate Craddy neue Direktorin, gefolgt von Jakub Nowakowski im Jahr 2010.

## Ausstellungen

### Dauerausstellung: Spuren der Erinnerung
Das Herzstück des Museums ist die Dauerausstellung Traces of Memory (Spuren der Erinnerung). Dies ist eine besondere Sammlung von Fotografien des britischen Fotografen Chris Schwarz, die einen Einblick in die Kultur und Kulturgeschichte des jüdischen Lebens und dessen Zerstörung im polnischen Galizien gibt. Die Ausstellung wurde mit Hilfe von Prof. Jonathan Webber (Emeritus, UNESCO Professor für Jüdische und Interreligiöse Studien an der University of Birmingham, UK; Professor an dem Institut für Europäische Studien an der Jagiellonen-Universität, Krakau, Polen) erarbeitet. Prof. Webber hat unter anderem die Begleittexte zur Ausstellung verfasst.
Die Ausstellung fügt die Rudimente jüdischen Lebens in Galizien zu einem beeindruckenden Bild einer Region zusammen, die einmal ein Zentrum jüdischer Kultur und jüdischen Lebens war, und präsentiert diese auf eine informative, anschauliche und tief bewegende Art und Weise. Sie ist ein Lamento an die zerstörte jüdische Zivilisation, die einmal in dieser Region und im ganzen Land blühte, sie erinnert an die Orte der Vernichtung und erkennt Versuche der Mahnwache an diese Gräueltaten an.

### Sonderausstellungen
Das Jüdische Museum Galiziens verfügt über die Räumlichkeiten mehrere Sonderausstellungen gleichzeitig neben der Dauerausstellung zu beherbergen. Die Ausstellungen umfassen ein Spektrum von moderner Kunst mit jüdischer Thematik, bis hin zu Sachausstellungen und Photoausstellungen, zum Beispiel über Israel in den 1930er Jahren. Es finden sowohl Ausstellungen statt, die vom Museum selber erarbeitet und zusammengestellt sind, wie auch von außerhalb. Das Museum ist ebenfalls ein beliebter Anlaufort für internationale und nationale Wanderausstellungen.
Sonderausstellungen des Museums waren unter anderem:
- Soshana – Collector of Worlds (Soshana – Eine Weltensammlerin). Die Ausstellung präsentierte die Werke der jüdisch-österreichischen Künstlerin Soshana (geb. 1927 in Wien). Nachdem Soshana international viel Anklang gefunden hatte, war dies die erste Ausstellung ihrer Werke in Polen.[6]
- Im Jahr 2006 wurde die Ausstellung Polish Heroes (Polnische Helden) zum Thema Gerechte unter den Völkern gemeinsam mit dem Auschwitz Jewish Center in Oświęcim konzipiert.[7] Diese ist inzwischen in 6-facher Ausführung in Polen, England und Nordamerika ausgestellt.

## Aktivitäten
Es werden Ausflüge und Führungen nach Auschwitz/Birkenau, Treffen mit Überlebenden und Gerechten unter den Völkern sowie Führungen durch Kazimierz, das historische jüdische Viertel Krakaus, organisiert. Das Museum bietet viele Projekte für Schulgruppen. Es finden kulturelle Veranstaltungen im Museum statt, wie ein Treffen mit dem örtlichen Rabbi, Konzerte oder Buchlesungen. Außerdem zelebriert die progressive jüdische Gemeinde Krakaus Beit Kraków fast jeden Freitagabend im Museum ihren Gottesdienst.

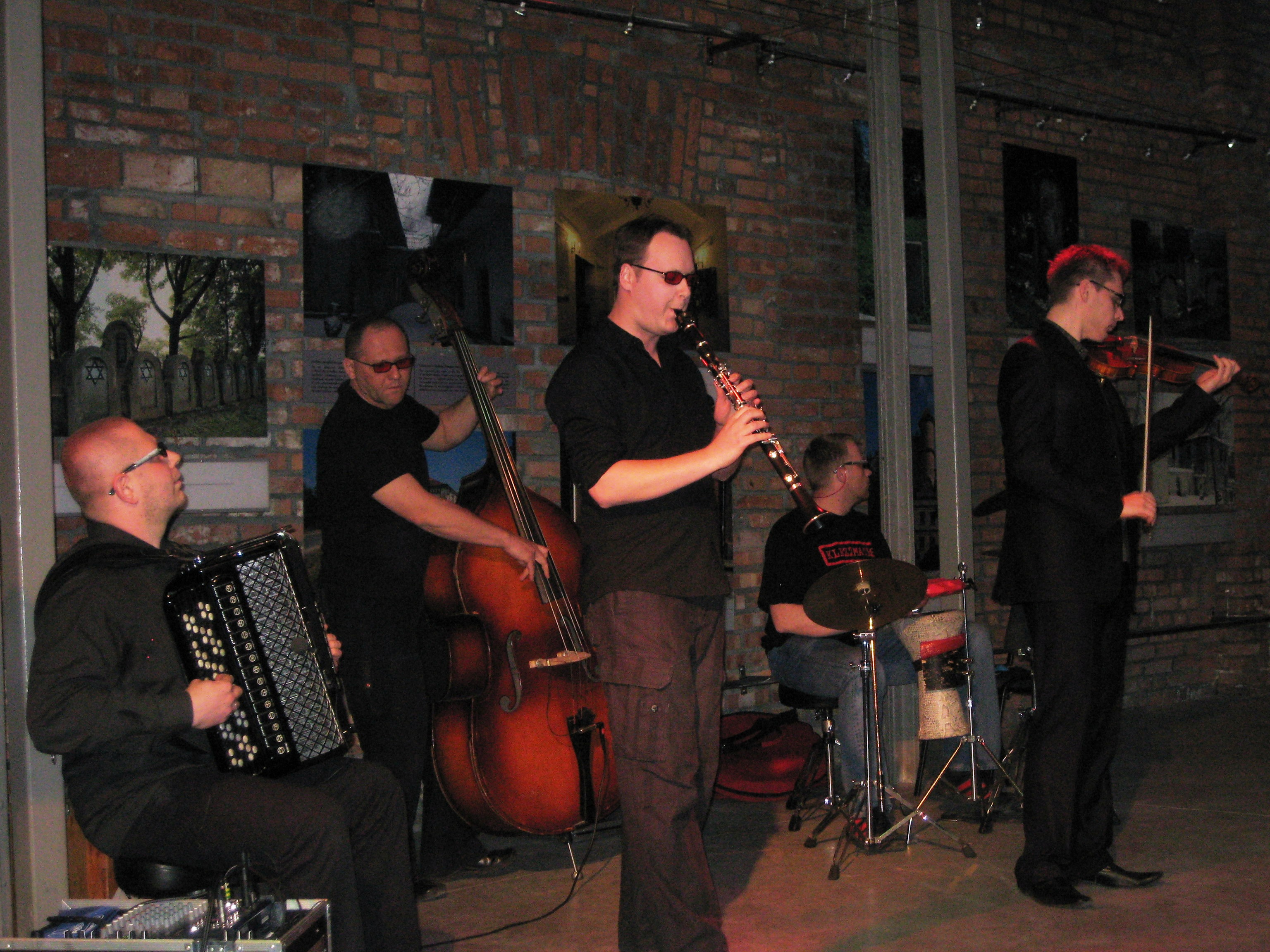
Klezmer Konzert (2009)